# I liga brazylijska w piłce nożnej (1999)
Brazylia 1999
Mistrzem Brazylii został klub Corinthians Paulista, natomiast wicemistrzem Brazylii - klub Atlético Mineiro.
Do Copa Libertadores w roku 2000 zakwalifikowały się następujące kluby:
- Corinthians Paulista (mistrz Brazylii)
- Atlético Mineiro (wicemistrz Brazylii)
- SE Palmeiras (obrońca tytułu)
- EC Juventude (zwycięzca Copa do Brasil)
- Athletico Paranaense (zwycięstwo w turnieju kwalifikacyjnym)

Do Copa Mercosur w roku 2000 zakwalifikowały się następujące kluby:
- Corinthians Paulista (mistrz Brazylii)
- Atlético Mineiro (wicemistrz Brazylii)
- SE Palmeiras
- São Paulo
- Cruzeiro EC
- CR Vasco da Gama
- CR Flamengo

Cztery ostatnie w tabeli spadkowej kluby spadły do drugiej ligi (Campeonato Brasileiro Série B):
- Botafogo Ribeirão Preto
- EC Juventude
- Paraná Clube
- SE Gama

Na miejsce spadkowiczów awansowały dwa najlepsze kluby drugiej ligi:
- Goiás EC (mistrz II ligi)
- Santa Cruz FC (wicemistrz II ligi)

Pierwsza liga zmniejszona została z 22 do 20 klubów.
Powyższe zasady spadku i awansu z powodu pozwu sądowego klubu SE Gama nie zostały zachowane. W następnym sezonie zamiast normalnych mistrzostw rozegrano turniej pod nazwą Copa João Havelange, a w roku 2001 w pierwszej lidze, powiększonej do 28 klubów znaleźli się zarówno spadkowicze z 1999 roku, jak i kluby, które w 1999 roku wywalczyły sobie awans do I ligi.

## Campeonato Brasileiro Série A - sezon 1999

### Kolejka 1
| Data          | Mecz                                           |
| ------------- | ---------------------------------------------- |
| 24 lipca 1999 | SE Palmeiras - EC Juventude 3:1                |
| 25 lipca 1999 | Botafogo Ribeirão Preto - Portuguesa 4:2       |
| 25 lipca 1999 | Paraná Clube - Santos FC 0:2                   |
| 25 lipca 1999 | Guarani FC - SC Internacional 2:1              |
| 25 lipca 1999 | Grêmio Porto Alegre - Athletico Paranaense 2:1 |
| 25 lipca 1999 | Coritiba FBC - EC Vitória 2:0                  |
| 25 lipca 1999 | Sport Recife - CR Vasco da Gama 0:0            |
| 25 lipca 1999 | CR Flamengo - AA Ponte Preta 1:0               |
| 25 lipca 1999 | São Paulo - Atlético Mineiro 5:1               |
| 25 lipca 1999 | SE Gama - Corinthians Paulista 2:4             |
| 28 lipca 1999 | Cruzeiro EC - Botafogo FR 4:1                  |

### Kolejka 2
| Data              | Mecz |
| ----------------- | --- |
| 28 lipca 1999     | Santos FC - São Paulo 3:2 |
| 31 lipca 1999     | EC Vitória - SE Palmeiras 2:1 |
| 31 lipca 1999     | Athletico Paranaense - CR Flamengo 3:2 |
| 31 lipca 1999     | EC Juventude - Cruzeiro EC 0:0 |
| 31 lipca 1999     | AA Ponte Preta - Grêmio Porto Alegre 2:0 |
| 31 lipca 1999     | Atlético Mineiro - SE Gama 2:0 |
| 1 sierpnia 1999   | Botafogo FR - Sport Recife 0:0 |
| 1 sierpnia 1999   | Corinthians Paulista - Botafogo Ribeirão Preto 4:1 |
| 1 sierpnia 1999   | Portuguesa - Guarani FC 1:0 |
| 1 sierpnia 1999   | SC Internacional - Coritiba FBC 0:2 |
|                   | |
| Mecze przesunięte | |
| 4 sierpnia 1999   | São Paulo - Botafogo FR 0:1vo mecz zakończył się wynikiem 6:1 dla klubu São Paulo - później został zweryfikowany na walkower 0:1 dla Botafogo, gdyż w drużynie São Paulo grał nieuprawniony zawodnik (Hiroshi) |
| 4 sierpnia 1999   | Guarani FC - Corinthians Paulista 0:2 |

### Kolejka 3
| Data              | Mecz                                       |
| ----------------- | ------------------------------------------ |
| 7 sierpnia 1999   | AA Ponte Preta - Botafogo FR 1:1           |
| 7 sierpnia 1999   | Santos FC - EC Vitória 0:0                 |
| 7 sierpnia 1999   | Coritiba FBC - Botafogo Ribeirão Preto 1:1 |
| 8 sierpnia 1999   | CR Flamengo - Paraná Clube 0:1             |
| 8 sierpnia 1999   | SE Gama - Guarani FC 0:1                   |
| 8 sierpnia 1999   | Sport Recife - Atlético Mineiro 1:1        |
| 8 sierpnia 1999   | SE Palmeiras - Athletico Paranaense 2:2    |
| 8 sierpnia 1999   | Cruzeiro EC - SC Internacional 3:1         |
| 5 września 1999   | Grêmio Porto Alegre - São Paulo 0:4        |
|                   |                                            |
| Mecze przesunięte |                                            |
| 11 sierpnia 1999  | Atlético Mineiro - SE Palmeiras 2:0        |
| 11 sierpnia 1999  | SC Internacional - CR Flamengo 1:2         |

### Kolejka 4
| Data             | Mecz                                  |
| ---------------- | ------------------------------------- |
| 14 sierpnia 1999 | Athletico Paranaense - Santos FC 3:0  |
| 14 sierpnia 1999 | EC Vitória - Grêmio Porto Alegre 0:2  |
| 15 sierpnia 1999 | CR Vasco da Gama - Botafogo FR 2:1    |
| 15 sierpnia 1999 | Botafogo Ribeirão Preto - SE Gama 1:3 |
| 15 sierpnia 1999 | Paraná Clube - Sport Recife 1:0       |
| 15 sierpnia 1999 | Portuguesa - São Paulo 2:1            |
| 15 sierpnia 1999 | Guarani FC - EC Juventude 1:0         |
| 15 sierpnia 1999 | Coritiba FBC - Cruzeiro EC 2:2        |

### Kolejka 5
| Data             | Mecz                                       |
| ---------------- | ------------------------------------------ |
| 15 sierpnia 1999 | Cruzeiro EC - São Paulo 2:1                |
| 15 sierpnia 1999 | Grêmio Porto Alegre - CR Vasco da Gama 0:0 |
| 15 sierpnia 1999 | CR Flamengo - Coritiba FBC 2:1             |
| 15 sierpnia 1999 | Botafogo FR - Atlético Mineiro 1:5         |
| 15 sierpnia 1999 | SE Gama - Santos FC 0:0                    |
| 15 sierpnia 1999 | Corinthians Paulista - EC Vitória 5:1      |
| 15 sierpnia 1999 | Sport Recife - Portuguesa 1:0              |
| 15 sierpnia 1999 | Botafogo Ribeirão Preto - SE Palmeiras 1:1 |
| 15 sierpnia 1999 | AA Ponte Preta - Guarani FC 0:0            |
| 15 sierpnia 1999 | Paraná Clube - EC Juventude 2:2            |

### Kolejka 6
| Data              | Mecz                                         |
| ----------------- | -------------------------------------------- |
| 21 sierpnia 1999  | Botafogo FR - Corinthians Paulista 2:4       |
| 21 sierpnia 1999  | Sport Recife - CR Flamengo 0:1               |
| 21 sierpnia 1999  | EC Juventude - Grêmio Porto Alegre 1:1       |
| 22 sierpnia 1999  | CR Vasco da Gama - EC Vitória 3:1            |
| 22 sierpnia 1999  | SE Palmeiras - SE Gama 0:2                   |
| 22 sierpnia 1999  | São Paulo - Botafogo Ribeirão Preto 1:0      |
| 22 sierpnia 1999  | Coritiba FBC - Portuguesa 0:0                |
| 22 sierpnia 1999  | Santos FC - Guarani FC 1:2                   |
| 22 sierpnia 1999  | AA Ponte Preta - Paraná Clube 1:0            |
| 22 sierpnia 1999  | Cruzeiro EC - Athletico Paranaense 3:1       |
| 22 sierpnia 1999  | SC Internacional - Atlético Mineiro 1:0      |
|                   |                                              |
| Mecze przesunięte |                                              |
| 25 sierpnia 1999  | EC Juventude - Corinthians Paulista 1:3      |
| 25 sierpnia 1999  | EC Vitória - Botafogo FR 2:0                 |
| 25 sierpnia 1999  | Botafogo Ribeirão Preto - AA Ponte Preta 0:1 |
| 25 sierpnia 1999  | Athletico Paranaense - SC Internacional 1:2  |

### Kolejka 7
| Data              | Mecz                                              |
| ----------------- | ------------------------------------------------- |
| 28 sierpnia 1999  | AA Ponte Preta - SE Palmeiras 1:2                 |
| 28 sierpnia 1999  | Santos FC - CR Vasco da Gama 1:1                  |
| 28 sierpnia 1999  | Atlético Mineiro - Coritiba FBC 4:1               |
| 28 sierpnia 1999  | SE Gama - Cruzeiro EC 2:3                         |
| 29 sierpnia 1999  | CR Flamengo - Grêmio Porto Alegre 3:4             |
| 29 sierpnia 1999  | Botafogo Ribeirão Preto - Sport Recife 1:1        |
| 29 sierpnia 1999  | Corinthians Paulista - São Paulo 1:0              |
| 29 sierpnia 1999  | Portuguesa - Athletico Paranaense 2:0             |
| 29 sierpnia 1999  | Paraná Clube - Guarani FC 2:1                     |
| 29 sierpnia 1999  | SC Internacional - EC Juventude 0:0               |
|                   |                                                   |
| Mecze przesunięte |                                                   |
| 1 września 1999   | Grêmio Porto Alegre - Botafogo Ribeirão Preto 3:4 |
| 1 września 1999   | Guarani FC - São Paulo 2:3                        |
| 1 września 1999   | Corinthians Paulista - CR Flamengo 1:2            |

### Kolejka 8
| Data              | Mecz                                           |
| ----------------- | ---------------------------------------------- |
| 2 września 1999   | Athletico Paranaense - SE Gama 1:0             |
| 4 września 1999   | Sport Recife - Santos FC 1:0                   |
| 4 września 1999   | Botafogo Ribeirão Preto - CR Flamengo 1:4      |
| 4 września 1999   | Botafogo FR - SC Internacional 2:3             |
| 5 września 1999   | CR Vasco da Gama - Atlético Mineiro 1:0        |
| 5 września 1999   | Portuguesa - EC Vitória 1:3                    |
| 5 września 1999   | SE Palmeiras - Cruzeiro EC 2:2                 |
| 5 września 1999   | EC Juventude - AA Ponte Preta 1:2              |
| 5 września 1999   | Paraná Clube - Coritiba FBC 1:1                |
|                   |                                                |
| Mecze przesunięte |                                                |
| 8 września 1999   | Cruzeiro EC - Corinthians Paulista 1:3         |
| 8 września 1999   | Botafogo Ribeirão Preto - Atlético Mineiro 1:4 |
| 8 września 1999   | EC Vitória - SE Gama 1:0                       |
| 8 września 1999   | SC Internacional - Portuguesa 1:0              |

### Kolejka 9
| Data             | Mecz                                       |
| ---------------- | ------------------------------------------ |
| 11 września 1999 | Santos FC - Botafogo Ribeirão Preto 2:0    |
| 11 września 1999 | SE Gama - CR Flamengo 1:1                  |
| 11 września 1999 | São Paulo - Coritiba FBC 2:1               |
| 11 września 1999 | CR Vasco da Gama - AA Ponte Preta 3:1      |
| 12 września 1999 | Botafogo FR - Athletico Paranaense 0:1     |
| 12 września 1999 | EC Juventude - EC Vitória 2:1              |
| 12 września 1999 | Sport Recife - Guarani FC 3:2              |
| 12 września 1999 | Corinthians Paulista - SE Palmeiras 1:4    |
| 12 września 1999 | Grêmio Porto Alegre - SC Internacional 1:0 |

### Kolejka 10
| Data             | Mecz                                       |
| ---------------- | ------------------------------------------ |
| 15 września 1999 | CR Flamengo - São Paulo 1:0                |
| 15 września 1999 | Guarani FC - CR Vasco da Gama 1:0          |
| 15 września 1999 | Atlético Mineiro - EC Vitória 1:2          |
| 15 września 1999 | EC Juventude - Botafogo Ribeirão Preto 1:1 |
| 15 września 1999 | SE Palmeiras - Sport Recife 1:0            |
| 15 września 1999 | Portuguesa - Santos FC 1:2                 |
| 15 września 1999 | Athletico Paranaense - Paraná Clube 1:1    |
| 16 września 1999 | AA Ponte Preta - Coritiba FBC 2:0          |
| 22 września 1999 | SE Gama - Grêmio Porto Alegre 2:1          |

### Kolejka 11
| Data              | Mecz |
| ----------------- | --- |
| 18 sierpnia 1999  | Santos FC - Botafogo FR 0:1 |
| 18 sierpnia 1999  | Portuguesa - Grêmio Porto Alegre 1:1 |
| 18 sierpnia 1999  | Athletico Paranaense - Atlético Mineiro 2:2 |
| 19 sierpnia 1999  | São Paulo - EC Juventude 2:0 |
| 19 sierpnia 1999  | Coritiba FBC - Guarani FC 0:3 |
| 19 sierpnia 1999  | SC Internacional - SE Gama 0:1 |
| 19 sierpnia 1999  | CR Vasco da Gama - Paraná Clube 1:1 mecz przerwany w 90 minucie po tym jak wyrzucony został z boiska trzeci piłkarz klubu Vasco da Gama, a prezydent klubu Miranda zaczął grozić sędziemu - wynik przerwanego meczu został zachowany |
| 19 sierpnia 1999  | EC Vitória - AA Ponte Preta 0:0 |
| 19 sierpnia 1999  | Cruzeiro EC - Sport Recife 1:0 |
|                   | |
| Mecze przesunięte | |
| 22 września 1999  | Paraná Clube - SE Palmeiras 0:1 |
| 22 września 1999  | Corinthians Paulista - CR Vasco da Gama 2:4 |
| 22 września 1999  | Botafogo FR - EC Juventude 0:1 |

### Kolejka 12
| Data             | Mecz                                       |
| ---------------- | ------------------------------------------ |
| 25 września 1999 | Sport Recife - Corinthians Paulista 0:0    |
| 25 września 1999 | Coritiba FBC - Botafogo FR 3:2             |
| 25 września 1999 | São Paulo - SE Gama 1:2                    |
| 25 września 1999 | AA Ponte Preta - Cruzeiro EC 2:2           |
| 26 września 1999 | CR Flamengo - EC Vitória 5:2               |
| 26 września 1999 | CR Vasco da Gama - SC Internacional 2:0    |
| 26 września 1999 | SE Palmeiras - Santos FC 1:1               |
| 26 września 1999 | Atlético Mineiro - Portuguesa 2:2          |
| 26 września 1999 | Botafogo Ribeirão Preto - Paraná Clube 2:0 |
| 26 września 1999 | Grêmio Porto Alegre - Guarani FC 2:3       |
| 26 września 1999 | EC Juventude - Athletico Paranaense 1:3    |

### Kolejka 13
| Data             | Mecz                                      |
| ---------------- | ----------------------------------------- |
| 29 września 1999 | CR Vasco da Gama - São Paulo 1:2          |
| 29 września 1999 | Atlético Mineiro - CR Flamengo 3:0        |
| 29 września 1999 | SE Gama - EC Juventude 0:0                |
| 29 września 1999 | EC Vitória - Cruzeiro EC 4:1              |
| 29 września 1999 | Sport Recife - SC Internacional 0:0       |
| 29 września 1999 | SE Palmeiras - Portuguesa 3:2             |
| 29 września 1999 | Santos FC - Coritiba FBC 1:1              |
| 29 września 1999 | Athletico Paranaense - AA Ponte Preta 1:0 |
| 29 września 1999 | Grêmio Porto Alegre - Paraná Clube 1:1    |
| 30 września 1999 | Botafogo FR - Botafogo Ribeirão Preto 1:0 |

### Kolejka 14
| Data                | Mecz                                   |
| ------------------- | -------------------------------------- |
| 2 października 1999 | SC Internacional - Santos FC 1:2       |
| 2 października 1999 | Guarani FC - Athletico Paranaense 1:2  |
| 2 października 1999 | Portuguesa - Corinthians Paulista 0:1  |
| 3 października 1999 | CR Flamengo - CR Vasco da Gama 0:1     |
| 3 października 1999 | AA Ponte Preta - Sport Recife 2:0      |
| 3 października 1999 | São Paulo - SE Palmeiras 0:0           |
| 3 października 1999 | Coritiba FBC - Grêmio Porto Alegre 4:0 |
| 3 października 1999 | Cruzeiro EC - Atlético Mineiro 3:0     |
|                     |                                        |
| Mecze przesunięte   |                                        |
| 6 października 1999 | EC Juventude - Portuguesa 0:5          |
| 6 października 1999 | Paraná Clube - Botafogo FR 2:3         |
| 6 października 1999 | Atlético Mineiro - Santos FC 2:0       |

### Kolejka 15
| Data                 | Mecz |
| -------------------- | --- |
| 9 października 1999  | AA Ponte Preta - Santos FC 2:0 |
| 9 października 1999  | Coritiba FBC - CR Vasco da Gama 3:1 |
| 9 października 1999  | Corinthians Paulista - Paraná Clube 1:0 |
| 10 października 1999 | SE Gama - Sport Recife 3:2 |
| 10 października 1999 | EC Vitória - Athletico Paranaense 3:2 |
| 10 października 1999 | São Paulo - SC Internacional 0:1vo mecz zakończył się wynikiem 2:2 - później przyznano walkower 0:1, gdyż w zespole São Paulo grał nieuprawniony zawodnik (Hiroshi) |
| 10 października 1999 | Portuguesa - Cruzeiro EC 1:1 |
| 10 października 1999 | Atlético Mineiro - EC Juventude 2:0 |
| 10 października 1999 | Guarani FC - Botafogo Ribeirão Preto 1:1 |
| 10 października 1999 | Botafogo FR - CR Flamengo 2:1 |

### Kolejka 16
| Data                 | Mecz                                   |
| -------------------- | -------------------------------------- |
| 13 października 1999 | Santos FC - Corinthians Paulista 1:4   |
| 13 października 1999 | CR Vasco da Gama - SE Gama 5:2         |
| 13 października 1999 | Sport Recife - Coritiba FBC 1:1        |
| 13 października 1999 | SE Palmeiras - Grêmio Porto Alegre 6:0 |
| 13 października 1999 | Cruzeiro EC - Guarani FC 1:3           |
| 14 października 1999 | SC Internacional - EC Vitória 1:1      |
| 14 października 1999 | Athletico Paranaense - São Paulo 4:1   |
| 27 października 1999 | Paraná Clube - Atlético Mineiro 4:1    |

### Kolejka 17
| Data                 | Mecz                                                              |
| -------------------- | ----------------------------------------------------------------- |
| 16 października 1999 | CR Vasco da Gama - SE Palmeiras 2:1                               |
| 16 października 1999 | Guarani FC - CR Flamengo 3:0                                      |
| 16 października 1999 | Paraná Clube - SE Gama 1:0                                        |
| 16 października 1999 | Botafogo FR - Portuguesa 1:0 mecz w Juiz de Fora                  |
| 17 października 1999 | Coritiba FBC - Athletico Paranaense 2:1                           |
| 17 października 1999 | Santos FC - EC Juventude 3:0                                      |
| 17 października 1999 | São Paulo - Sport Recife 4:1                                      |
| 17 października 1999 | EC Vitória - Botafogo Ribeirão Preto 3:2                          |
| 17 października 1999 | Atlético Mineiro - AA Ponte Preta 1:2                             |
| 17 października 1999 | Corinthians Paulista - SC Internacional 4:2 mecz w Rio de Janeiro |
| 17 października 1999 | Grêmio Porto Alegre - Cruzeiro EC 2:3                             |
|                      |                                                                   |
| Mecze przesunięte    |                                                                   |
| 20 października 1999 | Grêmio Porto Alegre - Botafogo FR 1:0                             |
| 20 października 1999 | Portuguesa - CR Vasco da Gama 1:1                                 |
| 20 października 1999 | CR Flamengo - SE Palmeiras 1:1                                    |

### Kolejka 18
| Data                 | Mecz                                            |
| -------------------- | ----------------------------------------------- |
| 23 października 1999 | Athletico Paranaense - Corinthians Paulista 2:2 |
| 23 października 1999 | EC Juventude - CR Vasco da Gama 2:1             |
| 23 października 1999 | Grêmio Porto Alegre - Sport Recife 2:1          |
| 23 października 1999 | Botafogo Ribeirão Preto - SC Internacional 2:1  |
| 24 października 1999 | CR Flamengo - Cruzeiro EC 0:2                   |
| 24 października 1999 | SE Gama - Coritiba FBC 1:1                      |
| 24 października 1999 | EC Vitória - Paraná Clube 2:0                   |
| 24 października 1999 | AA Ponte Preta - Portuguesa 2:1                 |
| 3 listopada 1999     | SE Palmeiras - Guarani FC 0:0                   |
|                      |                                                 |
| Mecze przesunięte    |                                                 |
| 27 października 1999 | Coritiba FBC - SE Palmeiras 2:1                 |
| 27 października 1999 | Portuguesa - CR Flamengo 2:3                    |

### Kolejka 19
| Data                 | Mecz                                           |
| -------------------- | ---------------------------------------------- |
| 30 października 1999 | Paraná Clube - São Paulo 1:2                   |
| 30 października 1999 | Botafogo FR - SE Gama 3:1                      |
| 30 października 1999 | Santos FC - Grêmio Porto Alegre 2:1            |
| 31 października 1999 | CR Vasco da Gama - Athletico Paranaense 2:1    |
| 31 października 1999 | Guarani FC - EC Vitória 1:2                    |
| 31 października 1999 | Sport Recife - EC Juventude 0:1                |
| 31 października 1999 | Corinthians Paulista - Atlético Mineiro 0:4    |
| 31 października 1999 | Cruzeiro EC - Botafogo Ribeirão Preto 2:1      |
| 31 października 1999 | SC Internacional - AA Ponte Preta 1:0          |
|                      |                                                |
| Mecze przesunięte    |                                                |
| 3 listopada 1999     | Grêmio Porto Alegre - Corinthians Paulista 0:3 |
| 3 listopada 1999     | Cruzeiro EC - CR Vasco da Gama 2:1             |
| 7 listopada 1999     | Corinthians Paulista - AA Ponte Preta 1:2      |

### Kolejka 20
| Data             | Mecz                                               |
| ---------------- | -------------------------------------------------- |
| 3 listopada 1999 | São Paulo - AA Ponte Preta 1:0                     |
| 4 listopada 1999 | Paraná Clube - SC Internacional 1:0                |
| 6 listopada 1999 | Botafogo Ribeirão Preto - Athletico Paranaense 2:1 |
| 6 listopada 1999 | Guarani FC - Atlético Mineiro 4:0                  |
| 6 listopada 1999 | SE Palmeiras - Botafogo FR 6:0                     |
| 7 listopada 1999 | CR Flamengo - Santos FC 0:1                        |
| 7 listopada 1999 | Cruzeiro EC - Paraná Clube 5:2                     |
| 7 listopada 1999 | SE Gama - Portuguesa 2:1                           |
| 7 listopada 1999 | Sport Recife - EC Vitória 1:1                      |
| 7 listopada 1999 | Coritiba FBC - EC Juventude 1:1                    |

### Kolejka 21
| Data             | Mecz                                           |
| ---------------- | ---------------------------------------------- |
| 7 listopada 1999 | EC Juventude - CR Flamengo 3:1                 |
| 7 listopada 1999 | Botafogo FR - Guarani FC 1:0                   |
| 7 listopada 1999 | CR Vasco da Gama - Botafogo Ribeirão Preto 1:1 |
| 7 listopada 1999 | AA Ponte Preta - SE Gama 0:0                   |
| 7 listopada 1999 | SC Internacional - SE Palmeiras 1:0            |
| 7 listopada 1999 | Corinthians Paulista - Coritiba FBC 3:2        |
| 7 listopada 1999 | EC Vitória - São Paulo 0:3                     |
| 7 listopada 1999 | Portuguesa - Paraná Clube 2:2                  |
| 7 listopada 1999 | Santos FC - Cruzeiro EC 3:3                    |
| 7 listopada 1999 | Athletico Paranaense - Sport Recife 3:1        |
| 7 listopada 1999 | Atlético Mineiro - Grêmio Porto Alegre 2:0     |

### Tabela końcowa fazy ligowej sezonu 1999
| Poz | Klub                    | Mecze | Zw | Rem | Por | Pkt | BrZd | BrStr |
| --- | ----------------------- | ----- | -- | --- | --- | --- | ---- | ----- |
| 1   | Corinthians Paulista    | 21    | 14 | 2   | 5   | 44  | 49   | 31    |
| 2   | Cruzeiro EC             | 21    | 12 | 6   | 3   | 42  | 46   | 32    |
| 3   | CR Vasco da Gama        | 21    | 10 | 6   | 5   | 36  | 33   | 23    |
| 4   | AA Ponte Preta          | 21    | 10 | 5   | 6   | 35  | 23   | 16    |
| 5   | São Paulo               | 21    | 11 | 1   | 9   | 34  | 35   | 24    |
| 6   | EC Vitória              | 21    | 10 | 4   | 7   | 34  | 31   | 33    |
| 7   | Atlético Mineiro        | 21    | 10 | 3   | 8   | 33  | 39   | 30    |
| 8   | Guarani FC              | 21    | 10 | 3   | 8   | 33  | 31   | 22    |
| 9   | Athletico Paranaense    | 21    | 9  | 4   | 8   | 31  | 36   | 31    |
| 10  | SE Palmeiras            | 21    | 8  | 7   | 6   | 31  | 36   | 23    |
| 11  | Santos FC               | 21    | 8  | 6   | 7   | 30  | 25   | 26    |
| 12  | CR Flamengo             | 21    | 9  | 2   | 10  | 29  | 30   | 33    |
| 13  | Coritiba FBC            | 21    | 7  | 8   | 6   | 29  | 31   | 29    |
| 14  | Botafogo FR             | 21    | 8  | 2   | 11  | 26  | 23   | 37    |
| 15  | SE Gama                 | 21    | 7  | 5   | 9   | 26  | 24   | 29    |
| 16  | SC Internacional        | 21    | 7  | 3   | 11  | 24  | 18   | 26    |
| 17  | Paraná Clube            | 21    | 6  | 6   | 9   | 24  | 23   | 29    |
| 18  | Grêmio Porto Alegre     | 21    | 6  | 4   | 11  | 22  | 24   | 43    |
| 19  | EC Juventude            | 21    | 5  | 7   | 9   | 22  | 18   | 32    |
| 20  | Botafogo Ribeirão Preto | 21    | 5  | 6   | 10  | 21  | 27   | 38    |
| 21  | Portuguesa              | 21    | 4  | 6   | 11  | 18  | 27   | 31    |
| 22  | Sport Recife            | 21    | 3  | 8   | 10  | 17  | 14   | 25    |

#### Tabela spadkowa
O spadku z ligi decydowała tabela sumująca średnią liczbę punktów w meczu uzyskaną w fazach ligowych sezonów z lat 1998 i 1999.
| Pozycja | Klub                    | Punkty/mecz |
| ------- | ----------------------- | ----------- |
| 22      | Botafogo Ribeirão Preto | 1.00        |
| 21      | EC Juventude            | 1.09        |
| 20      | Paraná Clube            | 1,09        |
| 19      | SE Gama                 | 1.24        |
| 18      | Botafogo FR             | 1.25        |
| 17      | SC Internacional        | 1.27        |
| 16      | Sport Recife            | 1.27        |

Klub SE Gama zaprotestował przeciwko decyzji o swoim spadku do II ligi. Przyczyną tego było przyznanie punktów klubom SC Internacional i Botafogo FR za mecze z klubem São Paulo w związku z grą nieuprawnonego zawodnika. Decyzja ta, podjęta po zakończeniu rozgrywek zmieniła postać grupy spadkowej w taki sposób, że klub Gama znalazł się teraz w strefie spadkowej.
Z tego powodu działacze pokrzywdzonego klubu wytoczyli proces brazylijskiej federacji piłkarskiej, co uniemożliwiło zorganizowanie normalnych mistrzostw Brazylii w 2000 roku.

### 1/4 finału
| Data              | Mecz                                                              |
| ----------------- | ----------------------------------------------------------------- |
| 14 listopada 1999 | Guarani FC - Corinthians Paulista 0:0                             |
| 14 listopada 1999 | Atlético Mineiro - Cruzeiro EC 4:2                                |
| 14 listopada 1999 | EC Vitória - CR Vasco da Gama 5:4                                 |
| 14 listopada 1999 | São Paulo - AA Ponte Preta 3:2                                    |
|                   |                                                                   |
| 21 listopada 1999 | Corinthians Paulista - Guarani FC 2:0                             |
| 21 listopada 1999 | Cruzeiro EC - Atlético Mineiro 2:3 Awans: Atlético Mineiro        |
| 21 listopada 1999 | CR Vasco da Gama - EC Vitória 2:2                                 |
| 21 listopada 1999 | AA Ponte Preta - São Paulo 2:1                                    |
|                   |                                                                   |
| 24 listopada 1999 | Corinthians Paulista - Guarani FC 1:1 Awans: Corinthians Paulista |
| 24 listopada 1999 | CR Vasco da Gama - EC Vitória 1:1 Awans: EC Vitória               |
| 24 listopada 1999 | AA Ponte Preta - São Paulo 2:3 Awans: São Paulo                   |

### 1/2 finału
| Data              | Mecz                                                             |
| ----------------- | ---------------------------------------------------------------- |
| 28 listopada 1999 | São Paulo - Corinthians Paulista 2:3                             |
| 28 listopada 1999 | Atlético Mineiro - EC Vitória 3:0                                |
|                   |                                                                  |
| 5 grudnia 1999    | Corinthians Paulista - São Paulo 2:1 Awans: Corinthians Paulista |
| 5 grudnia 1999    | EC Vitória - Atlético Mineiro 2:1                                |
|                   |                                                                  |
| 8 grudnia 1999    | EC Vitória - Atlético Mineiro 0:3 Awans: Atlético Mineiro        |

### Finał
| Data            | Mecz                                                                                    |
| --------------- | --------------------------------------------------------------------------------------- |
| 12 grudnia 1999 | Atlético Mineiro - Corinthians Paulista 3:2 Guilherme 1, 28, 43 - Vampeta 39, Luizăo 69 |
| 19 grudnia 1999 | Corinthians Paulista - Atlético Mineiro 2:0 Luizăo 29, 59                               |
| 22 grudnia 1999 | Corinthians Paulista - Atlético Mineiro 0:0                                             |

Mistrzem Brazylii w roku 1999 został klub Corinthians Paulista, natomiast wicemistrzem Brazylii - klub Atlético Mineiro.

## Kwalifikacje doCopa Libertadores 2000
W turnieju wzięły udział kluby, które w tabeli końcowej zajęły miejsca od 9. do 16. Ponieważ klub SE Gama spadł do II ligi, jego miejsce zajął klub Grêmio Porto Alegre. Natomiast klub SE Palmeiras miał już zapeniony udział w Pucharze Wyzwolicieli jako obrońca tytułu, więc jego miejsce zajął zwycięzca pojedynku między klubami Portuguesa i Sport Recife.

### Runda wstępna
Sport Recife - Portuguesa 3:1 i 0:3 (mecze 13.11 i 16.11)

### Pierwsza runda
- mecze 13.11 i 17.11

Grêmio Porto Alegre - Santos FC 2:1 i 1:0

SC Internacional - CR Flamengo 1:0 i 1:1

Botafogo FR - Coritiba FBC 1:1 i 1:2

Portuguesa - Athletico Paranaense 3:1 i 0:2 (mecze 19.11 i 22.11)

### Druga runda
Grêmio Porto Alegre - SC Internacional 1:1 i 1:1 (mecze 20.11 i 25.11)
- dalej awansował klub SC Internacional dzięki lepszej pozycji w ligowej tabeli

Coritiba FBC - Athletico Paranaense 1:4 i 2:1 (mecze 25.11 i 28.11)

AA Ponte Preta - CR Vasco da Gama 3:2 i 1:2 (mecze 27.11 i 01.12)
- dalej awansował klub CR Vasco da Gama dzięki lepszej pozycji w ligowej tabeli

Guarani FC - Cruzeiro EC 3:1 i 0:3 (mecze 28.11 i 01.12)

### Trzecia runda
SC Internacional - Athletico Paranaense 1:1 i 1:2 (mecze 01.12 i 04.12)

CR Vasco da Gama - Cruzeiro EC 3:1 i 2:4 (mecze 04.12 i 08.12)
- dalej awansował klub Cruzeiro EC dzięki lepszej pozycji w ligowej tabeli

### Czwarta runda
Athletico Paranaense - São Paulo 4:2 i 1:2 (mecze 11.12 i 16.12)

Cruzeiro EC - EC Vitória 3:1 i 2:1 (mecze 11.12 i 16.12)

### Finał
Athletico Paranaense - Cruzeiro EC 3:0 i 1:2 (mecze 18.12 i 22.12)
Do Copa Libertadores 2000 zakwalifikował się klub Athletico Paranaense.

## Końcowa klasyfikacja sezonu 1999
| Poz | Klub                    | Mecze | Zw | Rem | Por | Pkt | BrZd | BrStr |
| --- | ----------------------- | ----- | -- | --- | --- | --- | ---- | ----- |
| 1   | Corinthians Paulista    | 29    | 18 | 5   | 6   | 59  | 61   | 38    |
| 2   | Atlético Mineiro        | 29    | 15 | 4   | 10  | 49  | 56   | 40    |
| 3   | EC Vitória              | 27    | 12 | 6   | 9   | 47  | 4    | 1     |
| 4   | São Paulo               | 26    | 13 | 1   | 12  | 40  | 45   | 35    |
| 5   | Cruzeiro EC             | 23    | 12 | 6   | 5   | 42  | 50   | 39    |
| 6   | AA Ponte Preta          | 24    | 11 | 5   | 8   | 38  | 29   | 23    |
| 7   | CR Vasco da Gama        | 24    | 10 | 8   | 6   | 38  | 40   | 31    |
| 8   | Guarani FC              | 24    | 10 | 5   | 9   | 35  | 32   | 25    |
| 9   | Athletico Paranaense    | 21    | 9  | 4   | 8   | 31  | 36   | 31    |
| 10  | SE Palmeiras            | 21    | 8  | 7   | 6   | 31  | 36   | 23    |
| 11  | Santos FC               | 21    | 8  | 6   | 7   | 30  | 25   | 26    |
| 12  | CR Flamengo             | 21    | 9  | 2   | 10  | 29  | 30   | 33    |
| 13  | Coritiba FBC            | 21    | 7  | 8   | 6   | 29  | 31   | 29    |
| 14  | Botafogo FR             | 21    | 8  | 2   | 11  | 26  | 23   | 37    |
| 15  | SE Gama                 | 21    | 7  | 5   | 9   | 26  | 24   | 29    |
| 16  | SC Internacional        | 21    | 7  | 3   | 11  | 24  | 18   | 26    |
| 17  | Paraná Clube            | 21    | 6  | 6   | 9   | 24  | 23   | 29    |
| 18  | Grêmio Porto Alegre     | 21    | 6  | 4   | 11  | 22  | 24   | 43    |
| 19  | EC Juventude            | 21    | 5  | 7   | 9   | 22  | 18   | 32    |
| 20  | Botafogo Ribeirão Preto | 21    | 5  | 6   | 10  | 21  | 27   | 38    |
| 21  | Portuguesa              | 21    | 4  | 6   | 11  | 18  | 27   | 31    |
| 22  | Sport Recife            | 21    | 3  | 8   | 10  | 17  | 14   | 25    |

- do II ligi spadł także klub EC Juventude, który jednocześnie zakwalifikował się do Copa Libertadores